# پس‌تصویر (فیلم)
پس‌تصویر (لهستانی: Powidoki) یک فیلم درام به کارگردانی آندری وایدا است که در سال ۲۰۱۶ منتشر شد. پس‌تصویر آخرین فیلم آندری وایدا پیش از مرگش در سال ۲۰۱۶ بود.

## گزیدهٔ بازیگران
- بوگوسواف لیندا
- زوفیا ویخواچ
- دوروتا کولاک
- رافائو زاویروخا
- ماریوش بوناشفسکی
- توماش وئوسوک
- ایزابلا دونبروفسکا
- دومینیکا کلوژنیاک
- باربارا ویپیخ
- شیمون بوبروفسکی
- کشیشتف پیه‌چینسکی
- یان پنچک
- پائولینا گاوونسکا
- یرژی روگالسکی
- اِوا وِنتسل
- الکساندرا یوستا
- آنا مایخر
- آندژی کونوپکا
- ماگدالنا کوتا
- ماتئوش روشین
- ماریا سماتیوک
- میخاو وُدارچیک